# Мітельник звичайний
Мітельник звичайний або віниччя (Bassia scoparia) — вид трав'янистих рослин родини амарантові (Amaranthaceae). Батьківщиною є Азія й Росія; широко натуралізований вид, зокрема, в Україні.

## Опис
Однорічна рослина 30–50 см заввишки. Листки лінійно-ланцетні, плоскі. Стебла пірамідально-розгалужені, опушені у верхній частині кучерявими тонкими волосками. Квітки по 1–5 в клубочках, зібраних у розставлено-колосоподібні суцвіття. Оцвітина гола. Трава 50–100 см заввишки. Корінь веретеноподібний. Стебло підняте, циліндричне, світло-зелене або червонувато-пурпурове, рифлене, гілки рідкі. Листки 2–5 см × 3–7 мм, зазвичай з 3 виразними головними жилами, голі або злегка волосяні, поля розсіяно війчасті, вершина коротко загострена; верхні листки сидячі, менші, 1-жильні. Квітки двостатеві або жіночі, зазвичай 1–3 на кластер у пазухах верхніх листків і формують розсіяну колосоподібну волоть. Сім'янка кулястувата, оплодень плівковий, вільний від насіння. Насіння чорно-коричневе, суцільне, яйцеподібне, 1.5–2 мм.

## Поширення
Батьківщиною рослини є Азія (Кіпр, Туреччина, Вірменія, Азербайджан, Росія, Казахстан, Киргизстан, Таджикистан, Туркменістан, Узбекистан, Китай, Японія, Корея, Непал) та європейська частина Росії. Рослина натуралізована в Європі, Азії, Австралії, Новій Зеландії, США, Канаді, Марокко, Аргентині. Також культивується.
В Україні зростає в садах, на городах, у жител, часто дичавіє — на всій території. Декоративна, лікарська рослина.

## Галерея

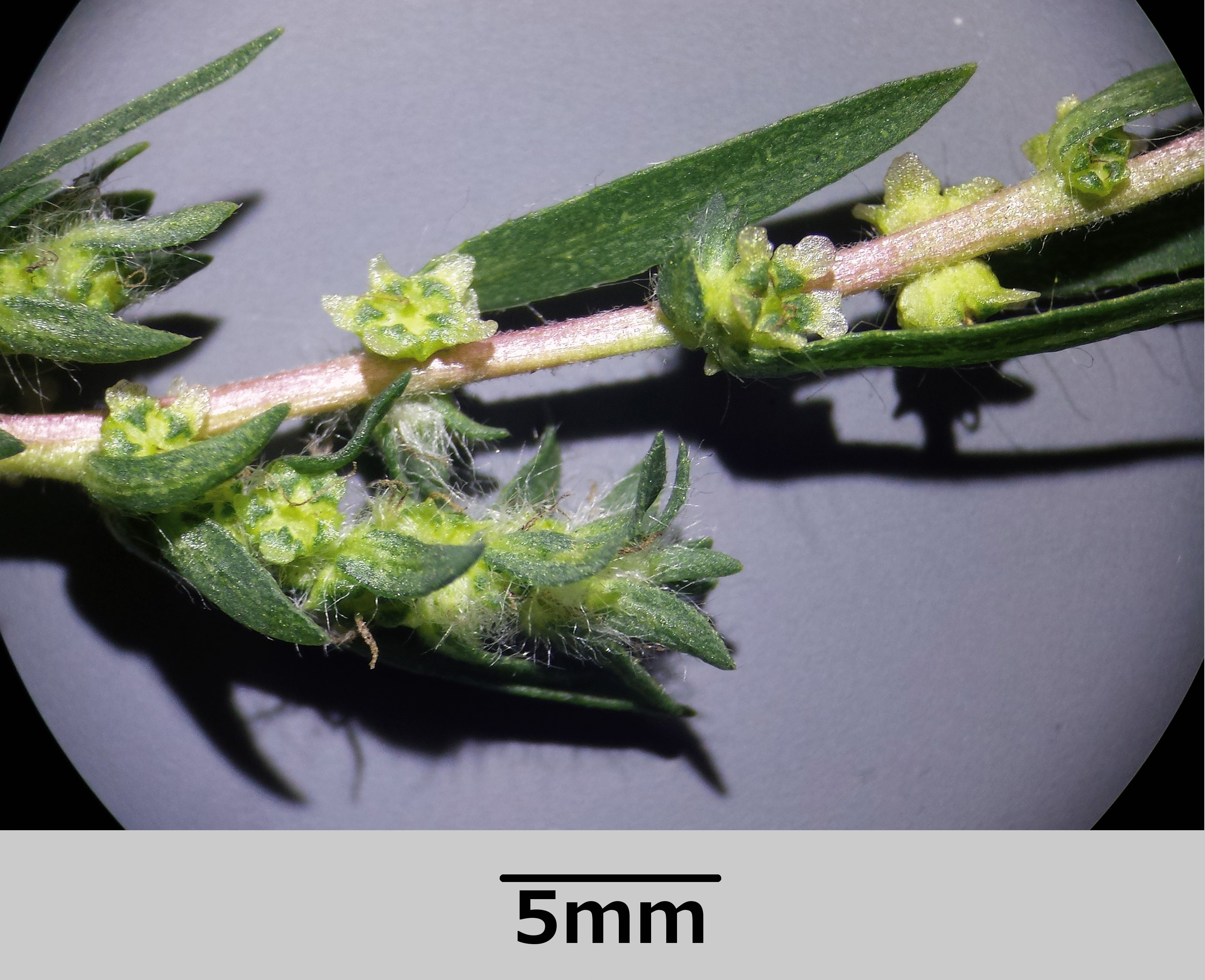
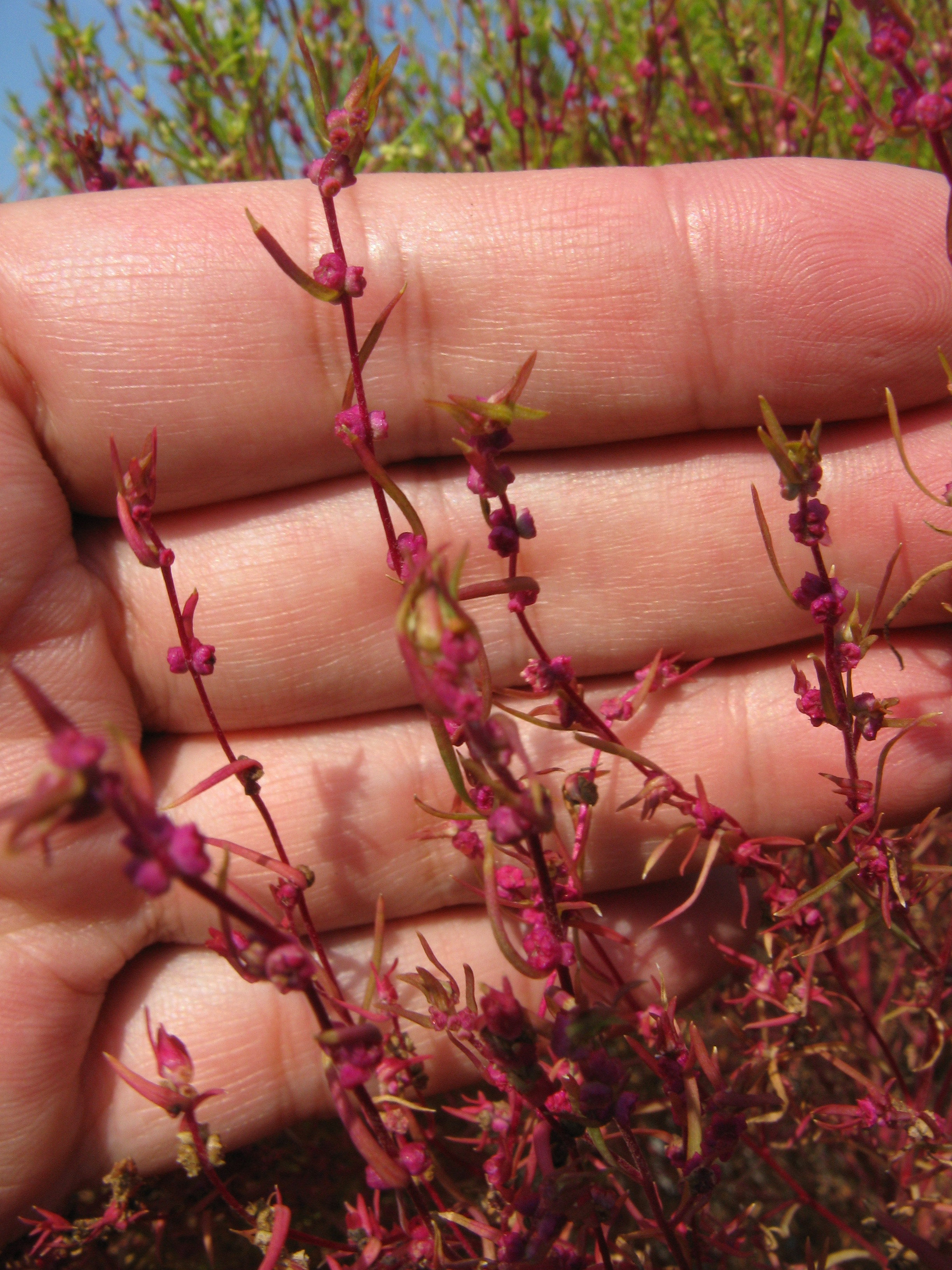
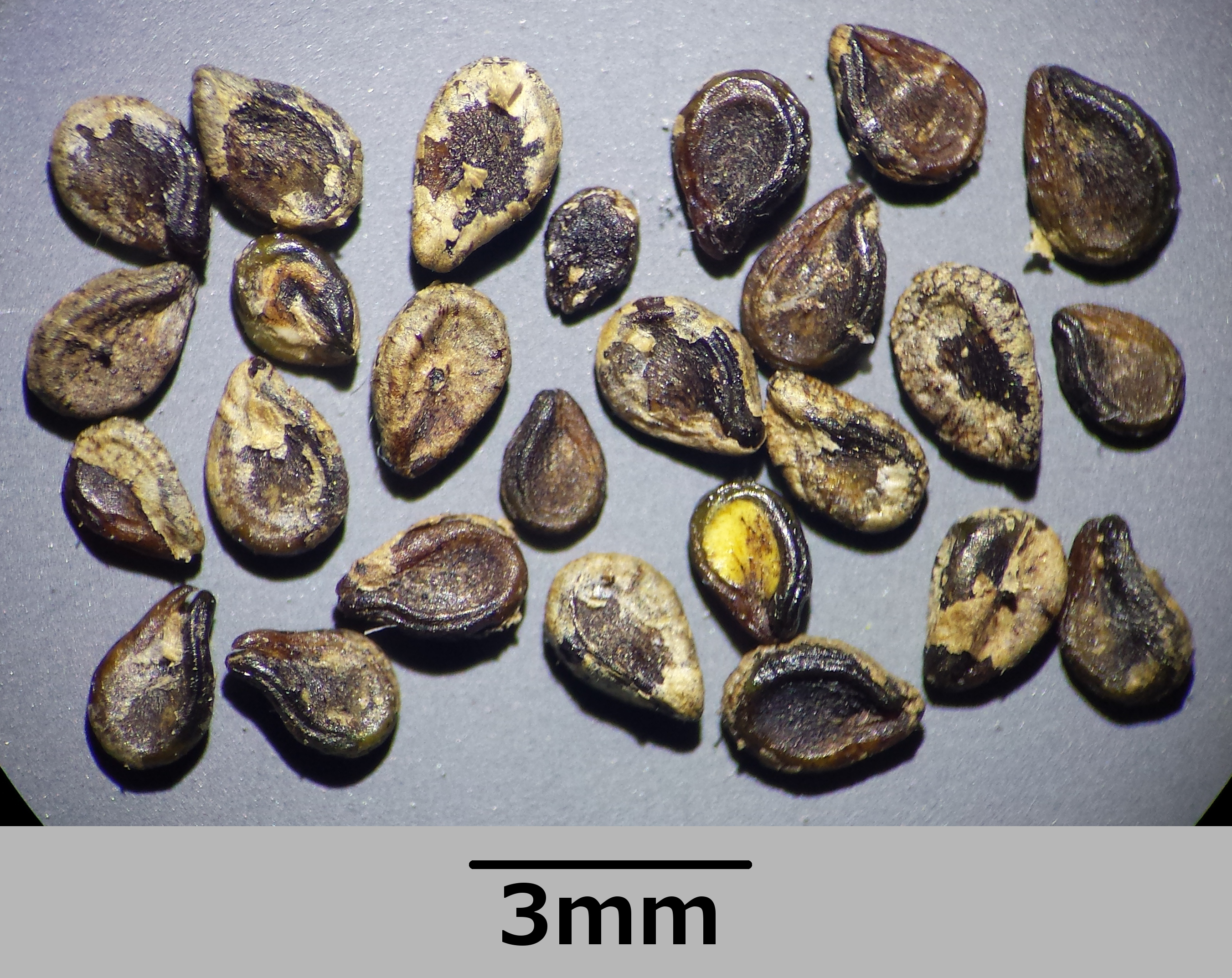
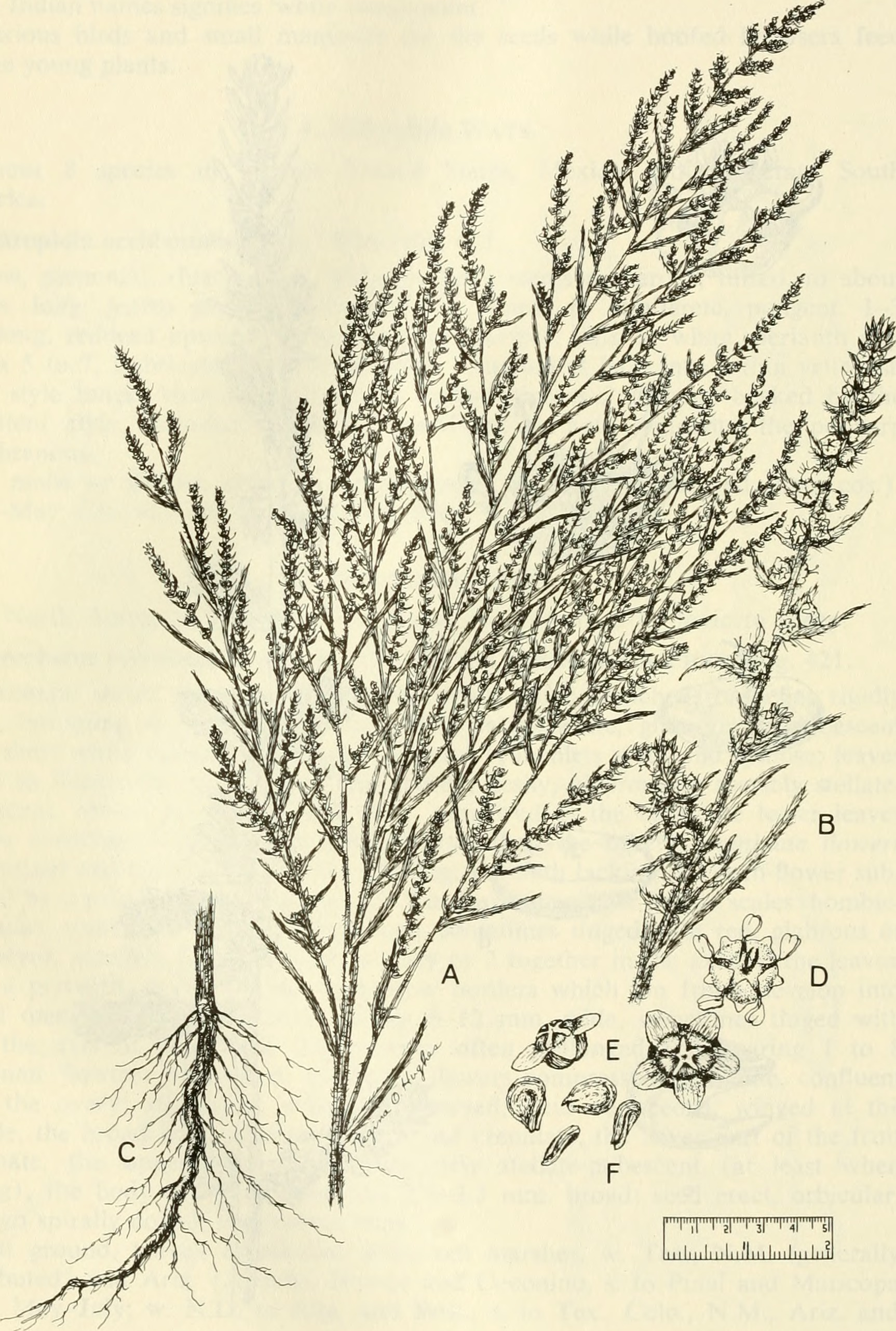

## Використання
Ця рослина вирощується як декоративна через її червоне листя. Вона також може бути корисним для боротьби з ерозією на оголених ґрунтах. B. scoparia має більший вміст білка й оксалату, ніж більшість трав і кормових рослин, отже, також служить гарним кормом для худоби. Проте використання рослини обмежується її токсичністю за великої кількості. У Японії насіння використовується харчовий гарнір. Насіння використовуються в традиційній китайській медицині, щоб допомогти регулювати розлади, такі як гіперліпідемія, гіпертонія, ожиріння та атеросклероз. Також рослина використовується для виготовлення віників.